# Бен Кинг
Бенджамин Ърл Кинг (на английски: Benjamin Earl King), познат с абревиатурата на второто име (Бен Е. Кинг или Бен Ъ. Кинг), е американски соул и ритъм енд блус певец.
Известност му донася пеенето и композирането на Stand By Me, хит в Топ 10 на Щатите през 1961 г. и по-късно през 1986 г., когато е използвано като мелодия към филма със същото име. През 1987 г. е хит номер едно в Обединеното кралство, и номер 25 в класацията на Асоциацията на звукозаписната индустрия в Америка „Песните на столетието“. Той е и един от основните певци във вокалната група Дрифтърс.

## Биография
Роден е с името Бенджамин Ърл Нелсън на 28 септември 1938 г. в Хендерсън, Северна Каролина. Когато е на 9 години, той се измества в Харлем, Ню Йорк.
През 1958 г. Кинг (с кръщелното си име) се включва в ду уап групата Файв Краунс. По-късно през 1958 г., мениджърът на Дрифтърс – Джордж Тредуел – уволнява членовете на първоначалните Дрифтърс, и ги замества с тези на Файв Краунс. Кинг има няколко ритъм енд блус хита с групата от Атлантик Рекърдс. Той пише и пее главната партия на първия хит в Атлантик, което е новата версия на Дрифтърс, There Goes My Baby (1959 г.). Той също така пее поредица от хитове, съчинени от дуото Док Помъс и Морт Шуман. Те включват Save the Last Dance for Me, This Magic Moment, и I Count the Tears. Кинг записва тринадесет песни с Дрифтърс, в две подкрепя други певци, а в 11 пее главните части. Това включва и нереализирания сингъл Temptations, който по-късно е преправен от вокалиста на Дрифтърс, Джони Мур. Последният сингъл, в които Кинг е воглаве Дрифтърс, е Sometimes I Wonder, записан на 19 май 1960 г., но издаден чак през юни 1962 г.